# Jonas Metzger
Rabino Jonas ou Yona Metzger (Haifa, Israel, 1953) é o principal rabino asquenazita de Israel desde 2003. Em Abril de 2006 foi acusado por corrupção e pedido demissão pelo consultor jurídico do governo israelense, Meni Mazuz.